# QSIG
QSIG è un protocollo ISDN, estensione del protocollo ISDN Q.931, per la segnalazione in un sistema di comunicazione ai cui nodi si trovano PABX, ossia centrali telefoniche private, tipicamente di aziende, collegate al flusso ISDN.
Il protocollo QSIG permette ai PABX di reti telefoniche differenti di comunicare utilizzando il flusso primario ISDN (PRI-Primary Rate Interface) e, potenzialmente, di effettuare comunicazioni VOIP a standard H.323 o SIP, sfruttando le caratteristiche trasmissive implementate nel protocollo Q.931.
In pratica, QSIG fornisce al Q.931 quei servizi supplementari, allo stesso modo in cui il protocollo H.450 fornisce servizi supplementari al protocollo H.323.
I PABX che implementano il protocollo QSIG possono così utilizzare servizi supplementari (come, ed esempio il call transfer, il forwarding, ecc.) da un nodo all'altro, anche in modalità VOIP.
Per un'azienda distribuita con molte filiali (anche all'estero), gli utenti riceveranno gli stessi servizi attraverso la rete senza preoccuparsi a quale nodo il loro telefono è collegato. Questa prestazione, in concomitanza con l'attivazione di un servizio di fonia VOIP, rende più facili le comunicazioni tra utenti di reti estese e decentrate nel territorio.